# Creedence Gold
Creedence Gold es un álbum recopilatorio de la banda Creedence Clearwater Revival publicado en 1971. "More Creedence Gold" forman la segunda parte, lanzado en 1973.
La edición original de vinilo aparece fotos de la banda bajo las aletas de perfil de color en la portada.

## Lista de canciones
Lado A
1. Proud Mary
2. Down on the Corner
3. Bad Moon Rising
4. I Heard it Through the Grapevine

Lado B
1. The Midnight Special
2. Have You Ever Seen the Rain
3. Born On the Bayou
4. Suzie Q

- Datos: Q1143295